# Presidente del governo della Transnistria
Il presidente del governo della Transnistria (titolo ufficiale: presidente del governo della Repubblica Moldava della Transnistria; in romeno Președintele Guvernului Republicii Moldovenești Nistrene, in moldavo Прешединтеле Гувернулуй Републичий Молдовенешть Нистрене, in russo Председатель Правительства Приднестровской Молдавской Республики?, in ucraino Голова уряду Придністровської Молдавської Республіки?) è de facto il capo del governo dello Stato secessionista non riconosciuto sorto all'interno della Repubblica di Moldavia.
L'attuale presidente del governo è Aleksandr Rozenberg, dal 30 maggio 2022, sotto la presidenza di Vadim Krasnosel'skij.

## Elenco
| N°                                                  | Ritratto   | Presidente del governo (Nascita–Morte)   | Mandato          | Mandato          | Mandato             | Partito      | Legislatura                | Presidente | Presidente                   |
| N°                                                  | Ritratto   | Presidente del governo (Nascita–Morte)   | Inizio           | Fine             | Durata              | Partito      | Legislatura                | Presidente | Presidente                   |
| --------------------------------------------------- | ---------- | ---------------------------------------- | ---------------- | ---------------- | ------------------- | ------------ | -------------------------- | ---------- | ---------------------------- |
| —                                                   |            | Stanislav Moroz (1938–2013) (ad interim) | 3 settembre 1990 | 9 dicembre 1990  | 0 anni e 97 giorni  | PCUS         | Soviet Supremo provvisorio |            | Igor Smirnov (1990–1991)     |
| Ufficio abolito (9 dicembre 1990 – 18 gennaio 2012) |            |                                          |                  |                  |                     |              |                            |            |                              |
| 1                                                   |            | Pyotr Stepanov (1959)                    | 18 gennaio 2012  | 10 luglio 2013   | 1 anno e 173 giorni | Indipendente | V (2010)                   |            | Evgenij Ševčuk (2011–2016)   |
| 2                                                   |            | Tat'jana Turanskaja (1972)               | 10 luglio 2013   | 13 ottobre 2015  | 2 anni e 95 giorni  | Indipendente | V (2010)                   |            | Evgenij Ševčuk (2011–2016)   |
| —                                                   |            | Majja Parnas (1974) (ad interim)         | 13 ottobre 2015  | 30 novembre 2015 | 0 anni e 48 giorni  | Indipendente | V (2010)                   |            | Evgenij Ševčuk (2011–2016)   |
| (2)                                                 |            | Tat'jana Turanskaja (972)                | 30 novembre 2015 | 2 dicembre 2015  | 0 anni e 2 giorni   | Indipendente | V (2010)                   |            | Evgenij Ševčuk (2011–2016)   |
| —                                                   |            | Majja Parnas (1974) (ad interim)         | 2 dicembre 2015  | 23 dicembre 2015 | 0 anni e 21 giorni  | Indipendente | V (2010)                   |            | Evgenij Ševčuk (2011–2016)   |
| 3                                                   |            | Pavel Prokudin (1966)                    | 23 dicembre 2015 | 17 dicembre 2016 | 0 anni e 360 giorni | Indipendente | VI (2015)                  |            | Evgenij Ševčuk (2011–2016)   |
| 4                                                   |            | Aleksandr Martynov (1981)                | 17 dicembre 2016 | 26 maggio 2022   | 5 anni e 160 giorni | Indipendente | VI (2015)                  |            | Vadim Krasnosel'skij (2016–) |
| 4                                                   | VII (2020) | Aleksandr Martynov (1981)                | 17 dicembre 2016 | 26 maggio 2022   | 5 anni e 160 giorni | Indipendente |                            |            | Vadim Krasnosel'skij (2016–) |
| —                                                   |            | Stanislav Kasap (1983) (ad interim)      | 26 maggio 2022   | 30 maggio 2022   | 0 anni e 4 giorni   | Indipendente |                            |            | Vadim Krasnosel'skij (2016–) |
| 5                                                   |            | Aleksandr Rozenberg (1967)               | 30 maggio 2022   | in carica        | 2 anni e 292 giorni | Indipendente |                            |            | Vadim Krasnosel'skij (2016–) |